# 馬隆·里特
馬隆·里特（德語：Marlon Ritter）是一位德國足球選手。在場上司職前鋒。現效力德丙球隊凱沙羅頓。2011年，他從紅白埃森足球俱樂部轉會門興格拉德巴赫足球俱樂部。2012年11月28日，他首次代表門興出場。